# میلتساو
میلتساو (به آلمانی: Milzau) یک منطقهٔ مسکونی در آلمان است که در باد لواخ‌اشتت واقع شده‌است. میلتساو ۹۶۰ نفر جمعیت دارد.